# آخوندزاده (نام خانوادگی)
آخوندزاده یک نام خانوادگی‌ست. افراد شاخص با این نام از این قرارند:
- میرزا فتحعلی آخوندزاده، روشنفکر و نمایشنامه‌نویس ایرانی
- محمدمهدی آخوندزاده، از سیاستمداران ایرانی و سفیر سابق ایران در آلمان و پاکستان
- مسعود حاجی آخوندزاده، جودوکار ایرانی
- احمد جواد (آخوندزاده)، شاعر آذربایجانی
- اعظم فرخزاد (آخوندزاده)، رمان‌نویس ایرانی